# Субоксиди
|               |  |                |
| Кластер Rb9O2 |  | Кластер Cs11O3 |

Субокси́ди (англ. suboxides) — хімічні сполуки, що утворюються при частковому окисненні металів, зокрема лужних, наприклад, Rb6O, Rb9O2, Cs7O, Cs11O3. Їхня структура складається з ґратки з металічних йонів (M+) та йонів оксигену (O2–), розташованих в кожному октаедричному фрагменті ґратки.